# Willmannsdorf
Willmannsdorf ist ein Ortsteil der Gemeinde Seubersdorf im Landkreis Neumarkt in der Oberpfalz. Der Ort hatte im Dezember 2024 27 Einwohner.

## Lage
Der Weiler Willmannsdorf liegt ca. 2,8 Kilometer südöstlich von Seubersdorf und etwa 1,7 Kilometer nördlich von Daßwang.

## Geschichte
Seit dem Jahr 1346 wird der Ort Wilramstorff, so die früheste Schreibweise von Willmannsdorf, in den Besitztümern des 1240 in Pielenhofen gegründeten Zisterzienserordens genannt. Das Kloster Pielenhofen hatte den Hof eines Ulrich Pauer zu Allerburg „umb 18 lb Pfennige“ erworben.
Im 14. und 15. Jahrhundert verschafften sich die Parsberger als Nachbarn Dominanz in Willmannsdorf. Am 29. Oktober 1403 übertrug Wilhelm von Parsberg das Zehentrecht auf den 
in Wilmanstorf ansässigen Sohn Widmanns. Später, bis 1600 gelang des den Velburger Wiespecks, sich den Ort einzuverleiben. Die Herrschaft Parsberg machte noch im Jahr 1545 einen alten Grenzverlauf mitten durch Willmannsdorf geltend. Willmannsdorf umfasste zum Ende des 17. Jahrhunderts sechs Anwesen und das Gemeinde-Hirtenhaus. 
Im Jahr 1818 wurde Willmannsdorf in die politische Gemeinde Daßwang eingegliedert. 1868 beantragten die Willmannsdorfer einen Gemeindewechsel nach Seubersdorf. Das Gesuch an das Königliche Bezirksamt Velburg wurde im November 1868 abgelehnt. Den Gemeindeleuten von Willmannsdorf ist auf ihr Gesuch um Zuteilung zur Gemeinde Seubersdorf zu eröffnen, daß „im Hinblick auf die demnächst zu erwartende Gemeindeordnung vorläufig dieses Gesuches umgang genommen wird.“
Am 1. Mai 1978 wurde Willmannsdorf zusammen mit Batzhausen, Waldhausen, Klingelmühle und Frischgrün sowie Daßwang und Winn nach Seubersdorf eingemeindet.

## Marienkapelle Willmannsdorf
Die Marienkapelle in Willmannsdorf, ein giebelständiger und polygonal schließender Saalbau mit Glockendachreiter, wurde im Jahr 1866 von den sechs Anwesensbesitzern in Willmannsdorf errichtet. Da die Kapelle nur zu Privatandachten bestimmt war, brauchte laut Anordnung des Bistums nur die angeschaffte Glocke geweiht werden.